# 劉儀順
劉 儀順（りゅう ぎじゅん、Liú Yíshùn、1778年 - 1868年）は、清末の号軍の蜂起の指導者の一人。
四川省叙州府宜賓県出身。道光年間に白蓮教の流れをくむ民間宗教の灯花教に加入。やがて教主となり、各省に官憲の目を逃れて秘密裏に布教に赴いた。咸豊年間になると灯花教は貴州省の銅仁府・石阡府・思南府などのミャオ族居住地で勢力を増し、1858年1月に蜂起した。灯花教徒軍は号軍と呼ばれ、黄・白・青・紅に分かれていたが、白号を率いる劉儀順は総首領として仰がれ、「老教主」「老祖祖」と呼ばれた。さらに号軍は朱明月（本名は張保山）を王として、劉儀順自らは大丞相と称し、年号を嗣統とした。しかし1868年、清軍が号軍に対して一斉攻撃を開始し、白号の拠る福泉大坪は陥落し、劉儀順は捕えられ、成都に送られて処刑された。